# 1. Tennis-Bundesliga (Herren) 2018
Die Tennis-Bundesliga der Herren wurde 2018 zum 47. Mal ausgetragen. Die Liga bestand aus zehn Mannschaften.

## Spieltage und Mannschaften
| Spieltage                                              |
| ------------------------------------------------------ |
| 1. Spieltag: So, 8. Juli 2018, 11:00 Uhr               |
| 2. Spieltag: Fr, 13. Juli 2018, 13:00 Uhr              |
| 3. Spieltag: So, 15. Juli 2018, 10:00 Uhr, 11:00 Uhr   |
| 4. Spieltag: So, 22. Juli 2018, 11:00 Uhr              |
| 4. Spieltag: Fr, 27. Juli 2018, 13:00 Uhr              |
| 5. Spieltag: So, 29. Juli 2018, 11:00 Uhr              |
| 6. Spieltag: Sa, 4. August 2018, 13:00 Uhr             |
| 7. Spieltag: So, 5. August 2018, 11:00 Uhr             |
| 8. Spieltag: So, 11. August 2018, 11:00 Uhr, 12:00 Uhr |
| 9. Spieltag: So, 12. August 2018, 11:00 Uhr            |

| Mannschaften                |
| --------------------------- |
| Badwerk Gladbacher HTC      |
| HTC Blau-Weiß Krefeld       |
| Kölner THC Stadion Rot-Weiß |
| Rochusclub Düsseldorf       |
| TC Blau-Weiss Halle         |
| TC Weinheim                 |
| TC Blau-Weiss Neuss         |
| TK Grün-Weiss Mannheim      |
| TK Kurhaus Aachen           |
| TV Reutlingen               |

## Tabelle
|     | Mannschaft                  | Begegnungen | Punkte | Matches | Sätze | Spiele  |
| --- | --------------------------- | ----------- | ------ | ------- | ----- | ------- |
| 01. | TK Grün-Weiss Mannheim      | 9           | 14:4   | 38:16   | 81:47 | 570:502 |
| 02. | TC Blau-Weiss Halle (M)     | 9           | 12:6   | 34:20   | 76:52 | 582:528 |
| 03. | Rochusclub Düsseldorf       | 9           | 12:6   | 33:21   | 76:51 | 552:487 |
| 04. | HTC Blau-Weiß Krefeld       | 9           | 11:7   | 31:23   | 72:56 | 550:498 |
| 05. | Kölner THC Stadion Rot-Weiß | 9           | 9:9    | 28:26   | 63:65 | 526:531 |
| 06. | Badwerk Gladbacher HTC      | 9           | 9:9    | 28:26   | 63:65 | 526:531 |
| 07. | TC Weinheim                 | 9           | 8:10   | 21:33   | 53:77 | 485:562 |
| 08. | TK Kurhaus Aachen           | 9           | 5:13   | 21:33   | 60:75 | 551:562 |
| 09. | TV Reutlingen (N)           | 9           | 5:13   | 19:35   | 50:78 | 491:567 |
| 10. | TC Blau-Weiss Neuss (N)     | 9           | 4:14   | 18:36   | 46:78 | 461:569 |

|                      |                                                                |
| Zum Saisonende 2017: |                                                                |
| (M)                  | Meister, Meister in der Vorsaison                              |
| (N)                  | Neuling, Aufsteiger aus der 2. Tennis-Bundesliga (Herren) 2017 |

| Zum Saisonende 2018:                                        |
| Meister Absteiger in die 2. Tennis-Bundesliga (Herren) 2019 |

## Mannschaftskader
| Pos. | Name                |
| ---- | ------------------- |
| 1    | Dominic Thiem       |
| 2    | Damir Džumhur       |
| 3    | Peter Gojowczyk     |
| 4    | Maximilian Marterer |
| 5    | Federico Delbonis   |
| 6    | Radu Albot          |
| 7    | Gerald Melzer       |
| 8    | Tobias Kamke        |
| 9    | Daniel Brands       |
| 10   | Robin Kern          |
| 11   | Andreas Beck        |
| 12   | Björn Phau          |
| 13   | Justin Schlageter   |
| 14   | Jannik Gieße        |
| 15   | Marc Lopez          |
| 16   |                     |

| Pos. | Name               |
| ---- | ------------------ |
| 1    | John Millman       |
| 2    | Thomas Fabbiano    |
| 3    | Yannick Hanfmann   |
| 4    | Casper Ruud        |
| 5    | Luca Vanni         |
| 6    | José Hernández     |
| 7    | Sadio Doumbia      |
| 8    | Benjamin Becker    |
| 9    | Jonas Lütjen       |
| 10   | Frank Wintermantel |
| 11   | Daniel Müller      |
| 12   | Moritz Hoffmann    |
| 13   | Moritz Baumann     |
| 14   | Florin Mergea      |
| 15   | Alexander Peya     |
| 16   |                    |

| Pos. | Name                         |
| ---- | ---------------------------- |
| 1    | Philipp Kohlschreiber        |
| 2    | Albert Ramos Viñolas-Vinolas |
| 3    | Márton Fucsovics             |
| 4    | Guillermo García López       |
| 5    | Jiří Veselý                  |
| 6    | Rogério Dutra da Silva       |
| 7    | Adrián Menéndez              |
| 8    | Andrej Martin                |
| 9    | Daniel Gimeno Traver         |
| 10   | Matteo Donati                |
| 11   | Alexander Nedowessow         |
| 12   | Franko Škugor                |
| 13   | Andreas Haider-Maurer        |
| 14   | Roman Jebavý                 |
| 15   | Tim Sandkaulen               |
| 16   | Max Wiskandt                 |

| Pos. | Name                    |
| ---- | ----------------------- |
| 1    | Marco Cecchinato        |
| 2    | Roberto Carballés Baena |
| 3    | Paolo Lorenzi           |
| 4    | Jürgen Melzer           |
| 5    | Alessandro Giannessi    |
| 6    | Carlos Berlocq          |
| 7    | Ricardo Ojeda Lara      |
| 8    | Andrea Collarini        |
| 9    | Federico Gaio           |
| 10   | Pedro Cachín            |
| 11   | Íñigo Cervantes         |
| 12   | Rubén Ramírez Hidalgo   |
| 13   | Máximo González         |
| 14   | Davide Galoppini        |
| 15   | Tobias Prehn            |
| 16   | Florian Kaiser          |

| Pos. | Name                    |
| ---- | ----------------------- |
| 1    | Alexander Zverev        |
| 2    | Mischa Zverev           |
| 3    | Jewgeni Donskoi         |
| 4    | Jaume Munar             |
| 5    | Pablo Andújar-Alba      |
| 6    | Pedro Sousa             |
| 7    | Marcel Granollers       |
| 8    | Jozef Kovalík           |
| 9    | Mats Moraing            |
| 10   | Marc Polmans            |
| 11   | Lukáš Rosol             |
| 12   | Filip Horanský          |
| 13   | Hans Podlipnik-Castillo |
| 14   | Matwé Middelkoop        |
| 15   | Sander Arends           |
| 16   | Sven Thiergard          |

| Pos. | Name                    |
| ---- | ----------------------- |
| 1    | Robin Haase             |
| 2    | João Sousa              |
| 3    | Jan-Lennard Struff      |
| 4    | Nikoloz Basilashvili    |
| 5    | Simone Bolelli          |
| 6    | Enrique López Pérez     |
| 7    | Tallon Griekspoor       |
| 8    | Daniel Muñoz de la Nava |
| 9    | Tim Pütz                |
| 10   | Thiemo de Bakker        |
| 11   | Jeremy Jahn             |
| 12   | Aslan Karazew           |
| 13   | Justin Eleveld          |
| 14   | Lennart Zynga           |
| 15   | Tim Gliadkov            |
| 16   |                         |

| Pos. | Name                  |
| ---- | --------------------- |
| 1    | Roberto Bautista Agut |
| 2    | Pablo Cuevas          |
| 3    | Steve Darcis          |
| 4    | Cedrik-Marcel Stebe   |
| 5    | Gastão Elias          |
| 6    | Norbert Gombos        |
| 7    | Cristian Garín        |
| 8    | Salvatore Caruso      |
| 9    | Martín Cuevas         |
| 10   | Julien Cagnina        |
| 11   | Guillermo Olaso       |
| 12   | Nils Langer           |
| 13   | Philipp Petzschner    |
| 14   | Philipp Oswald        |
| 15   |                       |
| 16   |                       |

| Pos. | Name                 |
| ---- | -------------------- |
| 1    | Fabio Fognini        |
| 2    | Benoît Paire         |
| 3    | Andreas Seppi        |
| 4    | Adam Pavlásek        |
| 5    | Oscar Otte           |
| 6    | Dustin Brown         |
| 7    | Santiago Giraldo     |
| 8    | Jan Choinski         |
| 9    | Kimmer Coppejans     |
| 10   | Gavin Van Peperzeel  |
| 11   | Pavol Červenák       |
| 12   | Andreas Mies         |
| 13   | Wesley Koolhof       |
| 14   | Yannick Stephan Born |
| 15   |                      |
| 16   |                      |

| Pos. | Name                    |
| ---- | ----------------------- |
| 1    | Marius Copil            |
| 2    | Hubert Hurkacz          |
| 3    | Attila Balázs           |
| 4    | Uladsimir Ihnazik       |
| 5    | Zdeněk Kolář            |
| 6    | Václav Šafránek         |
| 7    | Bernabé Zapata Miralles |
| 8    | Gonzalo Lama            |
| 9    | Botic van de Zandschulp |
| 10   | Adrian Ungur            |
| 11   | Niels Lootsma           |
| 12   | Frederik Nielsen        |
| 13   | Máté Valkusz            |
| 14   | Clinton Thomson         |
| 15   |                         |
| 16   |                         |

| Pos. | Name                 |
| ---- | -------------------- |
| 1    | Matteo Berrettini    |
| 2    | Viktor Troicki       |
| 3    | Lorenzo Sonego       |
| 4    | Andrea Arnaboldi     |
| 5    | Lorenzo Giustino     |
| 6    | Jordi Samper Montaña |
| 7    | Gerard Granollers    |
| 8    | Tobias Simon         |
| 9    | Michael Berrer       |
| 10   | Jonathan Eysseric    |
| 11   | Stephan Hoiss        |
| 12   | Florian Fallert      |
| 13   | Jakob Sude           |
| 14   | Peter Mayer-Tischer  |
| 15   | Kevin Hümpfner       |
| 16   | Nico Hornitschek     |

## Ergebnisse
| Datum/Uhrzeit    | Heimmannschaft               | Gastmannschaft               | Matches | Sätze | Spiele |
| ---------------- | ---------------------------- | ---------------------------- | ------- | ----- | ------ |
| So. 08.07. 11:00 | Tennis Ewige Liebe BW Neuss  | TK GW Mannheim               | 1:5     | 2:10  | 55:70  |
| So. 08.07. 11:00 | Allpresan Rochusclub BL-Team | GERRY WEBER-Team BW Halle    | 6:0     | 12:0  | 78:46  |
| So. 08.07. 11:00 | TK Kurhaus Lambertz Aachen   | fläsh TC Weinheim 1902       | 2:4     | 8:8   | 64:52  |
| So. 08.07. 11:00 | TV Reutlingen                | Badwerk Gladbacher HTC       | 1:5     | 3:10  | 46:69  |
| So. 08.07. 11:00 | HTC Blau-Weiß Krefeld        | Kölner THC Stadion Rot-Weiss | 4:2     | 9:4   | 67:49  |
| Fr. 13.07. 13:00 | TK Kurhaus Lambertz Aachen   | HTC Blau-Weiß Krefeld        | 3:3     | 7:6   | 61:52  |
| Fr. 13.07. 13:00 | fläsh TC Weinheim            | Tennis Ewige Liebe BW Neuss  | 4:2     | 9:6   | 64:52  |
| Fr. 13.07. 13:00 | GERRY WEBER-Team BW Halle    | TV Reutlingen                | 5:1     | 11:4  | 67:51  |
| Fr. 13.07. 13:00 | Kölner THC Stadion Rot-Weiss | Badwerk Gladbacher HTC       | 3:3     | 6:6   | 56:57  |
| Fr. 13.07. 13:00 | TK GW Mannheim               | Allpresan Rochusclub BL-Team | 5:1     | 10:6  | 61:60  |
| So. 15.07. 10:00 | Badwerk Gladbacher HTC       | fläsh TC Weinheim 1902       | 3:3     | 6:8   | 57:61  |
| So. 15.07. 10:00 | Kölner THC Stadion Rot-Weiss | Tennis Ewige Liebe BW Neuss  | 4:2     | 9:6   | 61:48  |
| So. 15.07. 11:00 | HTC Blau-Weiß Krefeld        | TV Reutlingen                | 5:1     | 11:4  | 71:51  |
| So. 15.07. 11:00 | TK GW Mannheim               | GERRY WEBER-Team BW Halle    | 3:3     | 7:8   | 65:64  |
| So. 15.07. 11:00 | Allpresan Rochusclub BL-Team | TK Kurhaus Lambertz Aachen   | 4:2     | 9:5   | 62:50  |
| So. 22.07. 11:00 | Badwerk Gladbacher HTC       | HTC Blau-Weiß Krefeld        | 3:3     | 7:9   | 58:71  |
| So. 22.07. 11:00 | TV Reutlingen                | TK Kurhaus Lambertz Aachen   | 3:3     | 8:8   | 64:66  |
| So. 22.07. 11:00 | fläsh TC Weinheim 1902       | TK GW Mannheim               | 1:5     | 4:11  | 55:72  |
| So. 22.07. 11:00 | GERRY WEBER-Team BW Halle    | Kölner THC Stadion Rot-Weiss | 6:0     | 12:3  | 69:51  |
| So. 22.07. 11:00 | Tennis Ewige Liebe BW Neuss  | Allpresan Rochusclub BL-Team | 1:5     | 4:10  | 48:61  |
| Fr. 27.07. 13:00 | TK Kurhaus Lambertz Aachen   | Tennis Ewige Liebe BW Neuss  | 1:5     | 4:10  | 56:66  |
| Fr. 27.07. 13:00 | fläsh TC Weinheim 1902       | HTC Blau-Weiß Krefeld        | 3:3     | 8:7   | 54:53  |
| Fr. 27.07. 13:00 | GERRY WEBER-Team BW Halle    | Badwerk Gladbacher HTC       | 3:3     | 8:7   | 62:68  |
| Fr. 27.07. 13:00 | TK GW Mannheim               | TV Reutlingen                | 6:0     | 12:1  | 70:36  |
| Fr. 27.07. 13:00 | Kölner THC Stadion Rot-Weiss | Allpresan Rochusclub BL-Team | 5:1     | 11:3  | 70:35  |
| So. 29.07. 11:00 | TV Reutlingen                | Allpresan Rochusclub BL-Team | 3:3     | 7:7   | 57:53  |
| So. 29.07. 11:00 | Badwerk Gladbacher HTC       | Tennis Ewige Liebe BW Neuss  | 2:4     | 6:8   | 52:55  |
| So. 29.07. 11:00 | HTC Blau-Weiß Krefeld        | GERRY WEBER-Team BW Halle    | 3:3     | 8:7   | 61:63  |
| So. 29.07. 11:00 | TK Kurhaus Lambertz Aachen   | TK GW Mannheim               | 1:5     | 6:10  | 67:74  |
| So. 29.07. 11:00 | fläsh TC Weinheim 1902       | Kölner THC Stadion Rot-Weiss | 3:3     | 7:7   | 55:56  |
| Sa. 04.08. 13:00 | Allpresan Rochusclub BL-Team | HTC Blau-Weiß Krefeld        | 4:2     | 9:6   | 62:54  |
| So. 05.08. 11:00 | TK GW Mannheim               | Badwerk Gladbacher HTC       | 4:2     | 9:5   | 65:49  |
| So. 05.08. 11:00 | Tennis Ewige Liebe BW Neuss  | TV Reutlingen                | 1:5     | 3:10  | 43:67  |
| So. 05.08. 11:00 | Kölner THC Stadion Rot-Weiss | TK Kurhaus Lambertz Aachen   | 2:4     | 6:9   | 59:68  |
| So. 05.08. 11:00 | GERRY WEBER-Team BW Halle    | fläsh TC Weinheim 1902       | 6:0     | 12:0  | 73:32  |
| Sa. 11.08. 11:00 | Kölner THC Stadion Rot-Weiss | TV Reutlingen                | 4:2     | 9:5   | 67:61  |
| Sa. 11.08. 12:00 | HTC Blau-Weiß Krefeld        | TK GW Mannheim               | 3:3     | 6:7   | 53:59  |
| Sa. 11.08. 12:00 | Badwerk Gladbacher HTC       | TK Kurhaus Lambertz Aachen   | 4:2     | 10:6  | 66:50  |
| Sa. 11.08. 12:00 | GERRY WEBER-Team BW Halle    | Tennis Ewige Liebe BW Neuss  | 5:1     | 10:4  | 71:53  |
| Sa. 11.08. 12:00 | fläsh TC Weinheim 1902       | Allpresan Rochusclub BL-Team | 0:6     | 2:12  | 51:77  |
| So. 12.08. 11:00 | TK Kurhaus Lambertz Aachen   | GERRY WEBER-Team BW Halle    | 3:3     | 7:8   | 51:77  |
| So. 12.08. 11:00 | Tennis Ewige Liebe BW Neuss  | HTC Blau-Weiß Krefeld        | 1:5     | 3:10  | 41:67  |
| So. 12.08. 11:00 | Allpresan Rochusclub BL-Team | Badwerk Gladbacher HTC       | 3:3     | 8:6   | 64:50  |
| So. 12.08. 11:00 | TK GW Mannheim               | Kölner THC Stadion Rot-Weiss | 2:4     | 5:9   | 34:63  |
| So. 12.08. 11:00 | TV Reutlingen                | fläsh TC Weinheim 1902       | 3:3     | 8:7   | 58:61  |